# ベルリン環状線
ベルリン環状線 （ベルリンかんじょうせん、ドイツ語: Berliner Ringbahn）とは、ドイツ連邦共和国の首都ベルリンにある全長約37kmの鉄道路線である。

## 概要
ベルリンSバーン用の複線環状線に、中長距離・貨物用線が平行する。Sバーンは、環状運転するS41：時計回り、S42：反時計回りのほか数系統が部分的に乗り入れ、利用者は1日約50万人。 路線の特徴的な形から犬の頭（ドイツ語: Hundekopf）と呼ばれている。
環状線およびその内側がベルリン・ブランデンブルク運輸連合 ( VBB）のベルリンAゾーンとなっており、2008年1月1日以降は道路上で排ガス規制が行われている区域でもある。

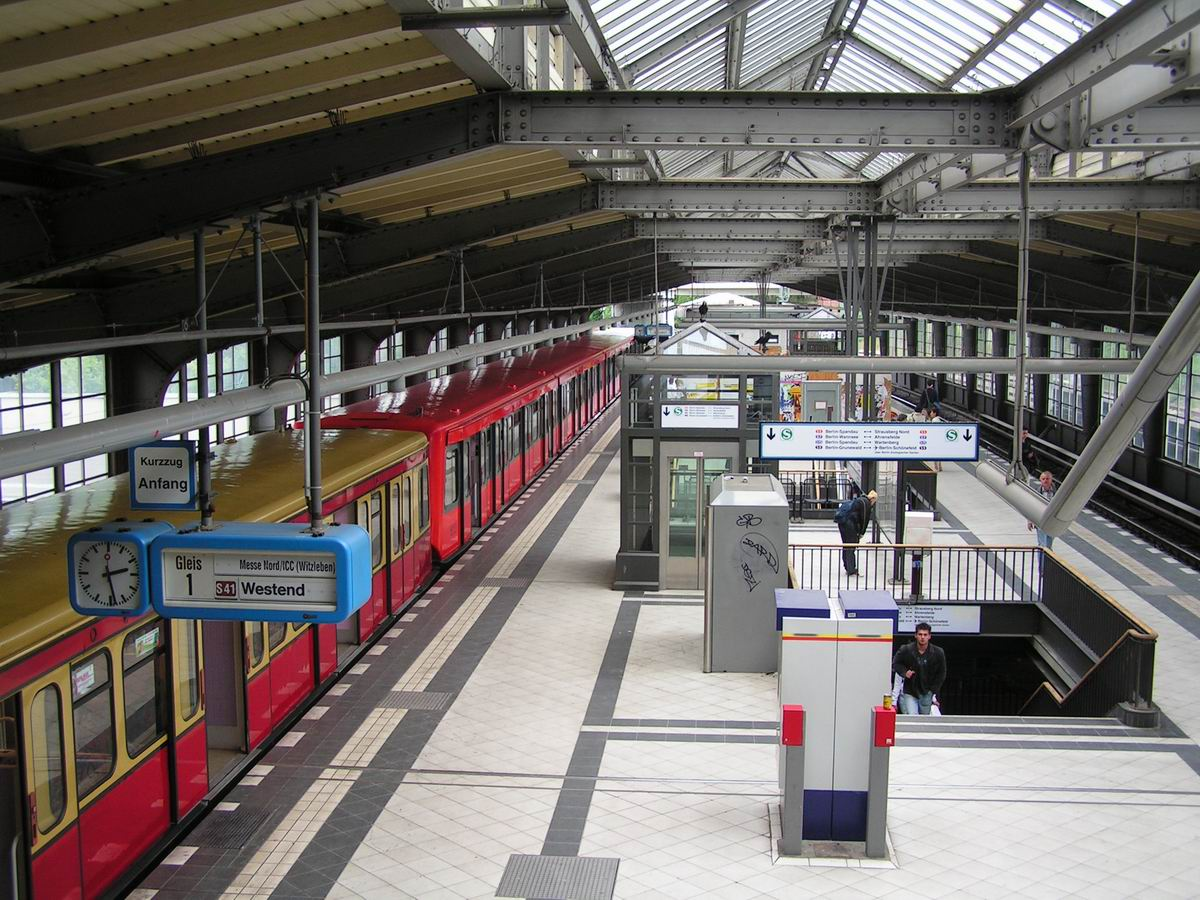
ヴェストクロイツ駅の環状線ホーム

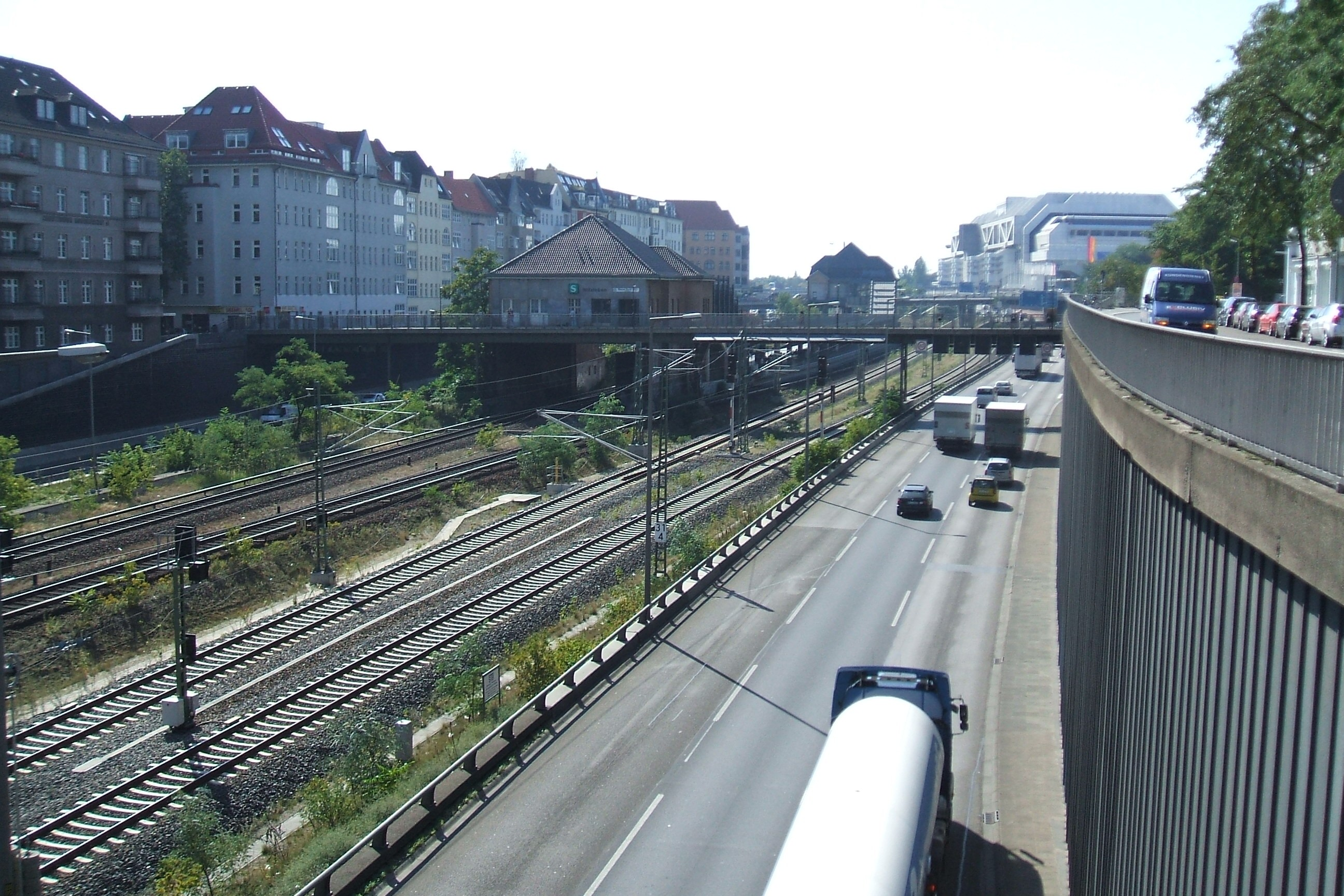
メッセ北/ICC（国際会議センター）駅

## 歴史

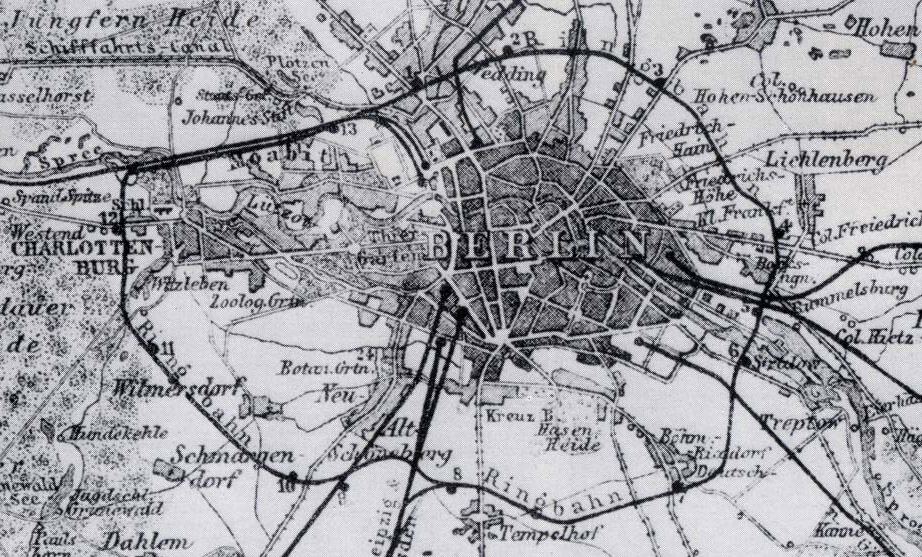
環状線が記された1885年の地図

1871年7月17日、東側区間のモアビート駅 - シェーネベルク駅間が開通した。レールテ線・ハンブルク線をはじめ郊外へ伸びる各路線と連絡し、ヴァンゼー線ポツダム方面に接続していた。モアビート駅は現在のボイセルシュトラーセ駅・ヴェストハーフェン駅間にある現貨物駅で、シェーネベルク駅は現在の駅の西南に位置していた。翌1872年1月1日には旅客営業も開始された。ベルリン・レールテ駅とベルリン・ポツダム駅を結ぶ列車は、環状線との接続駅でそれぞれスイッチバックしていた。
1877年11月15日、残る西側区間のシェーネベルク駅 - モアビート駅間が開通、貨物・長距離用の環状路線が全通した。近郊列車の環状運転は行われず、中心地であるベルリン・ポツダム駅への乗り入れ・折り返し等を続けていた。
1881年からは、環状線南側から分岐するデルタ線を経て北上し、ベルリン・ポツダム駅へ至る連絡線ズュートリングシュピッツケーレが使用された。旅客は途中駅コロンネンシュトラーセ駅（現在のユリウス・レーバー・ブリュッケ駅付近）で乗り換えることにより環状線を一周することができた。
電化は1926年に行われ、1930年にはベルリンSバーンの運行が開始された。蒸気機関車時代にはポツダマー駅でこまめに石炭と水を供給しなければならなかった。電化後でさえパーペシュトラーセ駅またはシェーネベルク駅で郊外から都心部へ向かう満員の列車への乗り換えを誘導していた。元々はシェーネベルク - パーペシュトラーセ間は重要な区間とみなされていなかった。この区間が開通したのは1933年のことである。
1930年代後半には国営鉄道は環状線とズュートリングシュピッツケーレの間を経由する踏切をSバーン南北線の建設に合わせて廃止する計画を立てていたが、1937年1月30日に制定されたゲルマニア計画にも盛り込まれることはなかった。第二次世界大戦においてポツダマー駅とベルリン・アンハルター駅は空爆の被害を受けたほか、ズュートリングシュピッツケーレは1944年に閉鎖され、再開業することはなかった。
1944年からベルリンの壁が建設される1961年までの間は環状運転が行われていたが、壁建設により分断された。ゲズントブルンネン駅からゾンネンアレー駅に至る4分の3の区間は西側に属し、ベルリン・シェーンハウザー・アレー駅 - トレプトウアー・パーク駅に至る区間およびベルリン-シュチェチン線、ベルリン-ゲルリッツ線、シェーネフェルト空港へ向かう路線は東側に属した。
壁建設後は西側の利用者数は激減した。これは西ベルリン区間を含めSバーンは東ドイツ国鉄による運営であったことからボイコット運動が発生したことによるものである。一方で東側の区間は南北を結ぶ重要路線であり続けた。 
1980年の西ベルリンでのストライキ発生以降は西側区間は休止され、ドイツ再統一後の1993年まで復旧することはなかった。Sバーンの運営についても東ドイツ政府と西ベルリン市議会の間で交渉が行われ、1984年1月9日には西ベルリン側のSバーンについては、西ベルリンのBVG（ベルリン運輸公社）に移管する条約が締結された。ヴェストエント駅 -  ゾンネンアレー駅間の修復を優先して行う計画が立てられた。
ドイツ再統一後の1990年には計画が変更され、1993年に南区間が再開業した。ゾンネンアレー駅 - トレプトウアー・パーク駅間の復旧には短期間では不可能な大規模な改修が求められた。最終的に全区間が復旧したのは壁崩壊から12年以上の時を経た2002年6月16日のことであった。
2006年5月28日からはS41号線およびS42号線と扱われるようになった。一周の所要時間は60分となり、ラッシュ時には5分間隔、日中は10分間隔で運行されるようになった。車両は主に481/482型が使用される。一部の区間はS8号線、S9号線、S45号線、S46号線、S47号線、S85号線など他路線も使用する共用区間である。